# 元宁 (高平王)
元宁（？—？），河南郡洛阳县（今河南省洛阳市东）人，北魏宗室、官员，世系不详。

## 生平
孝昌二年岁次丙午正月辛丑朔廿四日甲子（526年2月21日），荥阳郡太守元宁为魏孝明帝和灵太后制作石像一区，该造像原在龙门二仙洞，清朝时流落海外。武泰元年正月乙丑（528年2月12日），杜洛周攻克定州，俘虏定州刺史杨津，瀛州刺史元宁献城向杜洛周投降。太昌元年八月丁卯（532年9月20日），西中郎将元宁封为高平王。永熙三年四月辛未（534年5月17日），元宁因事获罪被降爵为高平公。后来元宁再度封高平王，历任散骑常侍、河南尹、使持节、都督瀛华沧光四州诸军事、车骑大将军、瀛华沧光四州刺史、右卫将军、侍中、吏部尚书、右仆射、太尉、司徒、司空公，东魏天平四年岁次丁巳十二月辛卯朔五日乙未（538年1月20日），元宁为去世的妻子司马妃制造了释迦石像一区，该佛像通过在巴黎开业的德籍古董商埃德加·沃奇获得，1914年入藏克利夫兰艺术博物馆。